# Abe Wiersma
Abe Wiersma (født 11. august 1994 i Amsterdam) er en hollandsk roer.
Han repræsenterede Holland under sommer-OL 2020 i Tokyo, hvor han vandt guld i dobbeltfirer sammen med Dirk Uittenbogaard, Tone Wieten og Koen Metsemakers.